# Municipio de Sugar Creek (Illinois)
El municipio de Sugar Creek (en inglés: Sugar Creek Township) es un municipio ubicado en el condado de Clinton en el estado estadounidense de Illinois. En el año 2010 tenía una población de 6184 habitantes y una densidad poblacional de 65,29 personas por km².

## Geografía
El municipio de Sugar Creek se encuentra ubicado en las coordenadas 38°36′43″N 89°39′20″O / 38.61194, -89.65556. Según la Oficina del Censo de los Estados Unidos, el municipio tiene una superficie total de 94.72 km², de la cual 94.63 km² corresponden a tierra firme y (0.09%) 0.09 km² es agua.

## Demografía
Según el censo de 2010, había 6184 personas residiendo en el municipio de Sugar Creek. La densidad de población era de 65,29 hab./km². De los 6184 habitantes, el municipio de Sugar Creek estaba compuesto por el 97.72% blancos, el 0.23% eran afroamericanos, el 0.1% eran amerindios, el 0.61% eran asiáticos, el 0.03% eran isleños del Pacífico, el 0.5% eran de otras razas y el 0.81% pertenecían a dos o más razas. Del total de la población el 1.36% eran hispanos o latinos de cualquier raza.